# Jia Lissa
Jia Lissa, pseudonimo di Julija Čirkova (Iževsk, 1º settembre 1996), è un'attrice pornografica e regista russa.

## Biografia
Jia Lissa, originaria della regione russa dell'Udmurtia, ha iniziato la sua carriera da attrice pornografica nel 2017 a 21 anni, girando le sue prime scene per il sito Met-Art. Come attrice ha girato oltre 120 scene, lavorando con case di produzioni quali Evil Angel, Blacked, Jules Jordan, Vixen e altre.
Fu proprio George Lansky, CEO di Vixen, a scoprirla, facendole firmare nell'agosto 2018 un contratto in esclusiva. Lo stesso anno ha ricevuto la sua prima nomination agli XBIZ Europa Awards nella categoria per la miglior scena tra ragazze per Jia. Nel 2020 ha ottenuto il suo primo AVN per la miglior scena di gruppo straniera.
Nel 2022 ha iniziato, sotto la guida di Julia Grandi, la sua carriera di regista per Vixen Media Group.

## Riconoscimenti
- AVN Awards
  - 2020 – Best Foreign-Shot Group Sex Scene per Blacked Raw V15 con Ella Hughes e Jason Luv[9]
  - 2022 – Best International Anal Sex Scene per Jia con Christian Clay[10]